# Karel Schoeman
Karel Schoeman (Trompsburg, 26 oktober 1939 – Bloemfontein, 1 mei 2017) was een Zuid-Afrikaanse schrijver.
Schoeman studeerde taalkunde aan de Universiteit van de Vrijstaat. Verder studeerde hij aan het rooms-katholieke seminarie in Pretoria. In 1961 trad hij toe tot de orde van de Franciscanen in Ierland met het doel priester te worden, maar hij legde uiteindelijk niet zijn geloften af. Hij keerde terug naar Zuid-Afrika, Bloemfontein, waar hij afstudeerde in de bibliotheekwetenschappen. Van 1968 tot 1973 werkte hij als bibliothecaris in Amsterdam, Nederland en daarna enkele jaren tot 1976 als verpleeghulp in Glasgow, Schotland.
Sinds 1983 werkte hij in de Zuid-Afrikaanse Bibliotheek in Kaapstad, Zuid-Afrika. Op 11 juni 2015 werd aan Karel Schoeman toegekend de "N.P. van Wyk Louw-eerbewys vir die bevordering van die Afrikaanse taal, kultuur en geskiedenis".
Op 77-jarige leeftijd maakte hij zelf een eind aan zijn leven.

## Oeuvre
- 1965 · Veldslag
- 1967 · 'n Lug vol helder wolke
- 1968 · Spiraal
- 1971 · Op 'n eiland
- 1972 · Na die geliefde land
- 1979 · Die hemeltuin
- 1984 · 'n Ander land
- 1990 · Afskeid en vertrek
- 1993 · Hierdie lewe
- 1995 · Die uur van die engel
- 1996 · Verkenning
- 1998 · Verliesfontein
- 2009 · Titaan: 'n Roman oor die Lewe van Michelangelo Buonarroti

## Vertalingen

### In het Nederlands
Romans:
- Een ander land ('n Ander land), vertaald uit het Afrikaans door Riet de Jong-Goossens, uitg. Contact, Amsterdam 1992
- Dit leven (Hierdie lewe), vertaald uit het Afrikaans door Rob van der Veer, Brevier Uitgeverij, Kampen 2014[2] en[3]
- Het uur van de engel (Die uur van die engel), vertaald uit het Afrikaans door Rob van der Veer, Brevier Uitgeverij, Kampen 2015[4]
- Verliesfontein (Verliesfontein), vertaald uit het Afrikaans door Rob van der Veer, Brevier Uitgeverij, Kampen 2016[5]
- De Hemeltuin (Die Hemeltuin) vertaald uit het Afrikaans door Rob van der Veer (2019)[6]

Geschiedkundig werk:
- Merksteen: een dubbelbiografie (Merksteen: 'n dubbelbiografie), vertaald uit het Afrikaans door Riet de Jong-Goossenns, Uitgeverij De Arbeiderspers, Amsterdam 2004

### In het Frans
Novellen:
- Dans le parc (Die park na die val van die blare); L'hôtel (Die hotel); Point de rupture (Onderbreking), vertaald uit het Afrikaans door Pierre-Marie Finkelstein in Caravanes, Éditions Phébus, Parijs 2003

Romans :
- En étrange pays ('n Ander land), vertaald uit het Engels door Jean Guiloineau, Éditions Robert Laffont, Parijs 1993 en Éditions Rivages, Parijs 1998.
- La saison des adieux (Afskeid en vertrek), vertaald uit het Afrikaans door Pierre-Marie Finkelstein, Éditions Phébus, Parijs 2004 (Prix Amphi 2006).
- Retour au pays bien-aimé (Na die geliefde land), vertaald uit het Afrikaans door Pierre-Marie Finkelstein, Éditions Phébus, Parijs 2006.
- Cette vie (Hierdie lewe), vertaald uit het Afrikaans door Pierre-Marie Finkelstein, Éditions Phébus, Parijs 2009 Prix du meilleur livre étranger 2009
- Des voix parmi les ombres (Verliesfontein), vertaald uit het Afrikaans door Pierre-Marie Finkelstein, Éditions Phébus, Parijs 2014
- L'Heure de l'ange (Die uur van die engel), vertaald uit het Afrikaans door Pierre-Marie Finkelstein, Éditions Phébus, Parijs 2018 Prix Transfuge du Meilleur roman africain 2018
- Le jardin céleste (Die Hemeltuin), vertaald uit het Afrikaans door Pierre-Marie Finkelstein, Actes Sud, Parijs 2022

### In het Duits
- In einem fremden Land ('n Ander land), vertaald uit het Afrikaans door Gisela Stege, Knaus, München, 1993

### In het Engels
- Promised Land (Na die geliefde land), vertaald uit het Afrikaans door Marion Friedmann, Julian Friedmann Publishers Limited, Londen 1978
- Another Country ('n Ander land), vertaald uit het Afrikaans door David Schalkwyk, Sinclair-Stevenson, Londen 1991
- Take Leave and Go (Afskeid en vertrek), vertaald uit het Afrikaans door de auteur, Sinclair-Stevenson, Londen 1992
- Miss Godby and the magistrate, fragment uit Verliesfontein, in Michael Rice en Chris N. van der Merwe, A Century of Anglo-Boer War Stories, Jonathan Ball Publisher, Johannesburg 1999
- This Life (Hierdie lewe), vertaald uit het Afrikaans door Elsa Silke, Human & Rousseau, Kaapstad-Pretoria 2005

## Geschiedkundig werk
- Bloemfontein: die ontstaan van 'n stad, 1846-1946 (1980)
- Vrystaatse erfenis (1982)
- Bloemfontein in beeld, 1860-1910 (1987)
- Die Vrijstatia-reeks: Sophie Leviseur: Memories
- Frantz Balfet: Samuel Rolland (1801-1873)
- J.G. Fraser - James Briggs: Sotho War Diaries: 1864-1865
- Die Huis van die Armes: die Berlynse Sendinggenootskap in die OVS, 1833-1869
- Maude Bidwell: Pen Pictures of the Past
- The Free State Mission: the Anglican Church in the OFS, 1863-1883
- Die Herinneringe van JC de Waal
- The Recollections of Elizabeth Rolland (1803-1901)
- The Bloemfontein Diary of Lieut. W.J. St John, 1852-1853
- The Early Days of the Orange Free State
- The Wesleyan Mission in the Orange Free State, 1833-1854
- The Missionary Letters of Gottlob Schreiner, 1873-1846
- The British Presence in the Transorange, 1845-1854
- Armosyn van die Kaap (2001)
- Die laatste Afrikaanse boek (2002)
- Die suidhoek van Afrika (2003)

## Biografieën
- In liefde en trou (1989)
- Die wêreld van die digter (1986)
- Olive Schreiner: 'n Lewe in Suid-Afrika, 1855-1881 (1989)
- Only an anguish to live here: Olive Schreiner and the Anglo-Boer War, 1899-1902, (1992)
- Die wêreld van Susanna Smit, 1799 - 1863 (1995)
- Dogter van Sion (1997)
- Merksteen (1998)
- The Face of the Country: A South African family album, 1860-1910 (1996)
- Witnesses to War: Personal documents of the Anglo-Boer War (1899-1902)
- From the the collections of the South African Library (1999)
- Stamland (1999)
- 'n Duitser aan die Kaap:die lewe en loopbaan van Hendrik Schoeman, 1724 - 1765 (2004)